# Spes non confundit
Spes non confundit (La speranza non delude) è una bolla pontificia di papa Francesco edita a Roma il 9 maggio 2024, nel suo XII anno di pontificato. Tratta l'indizione del Giubileo del 2025, questa è stata la seconda ed ultima Bolla Pontifica di Papa Francesco.